# 1988年夏季残疾人奥林匹克运动会苏联代表团
1988年夏季残疾人奥林匹克运动会苏联代表团是苏联派出的1988年夏季残疾人奥林匹克运动会代表团。获得21枚金牌、20枚银牌和15枚铜牌。